# Christian Duma
Christian Duma (ur. 5 lutego 1982 w rumuńskim mieście Kluż-Napoka) – niemiecki lekkoatleta specjalizujący się w biegach płotkarskich i sprinterskich.
Na arenie międzynarodowej odniósł następujące sukcesy:
| Rok  | Miejsce   | Zawody                         | Konkurencja                          | Pozycja                  | Wynik         |
| ---- | --------- | ------------------------------ | ------------------------------------ | ------------------------ | ------------- |
| 2000 | Santiago  | mistrzostwa świata juniorów    | bieg na 400 m ppł sztafeta 4 × 400 m | 4. miejsce srebrny medal | 50,60 3:06,79 |
| 2001 | Grosseto  | mistrzostwa Europy             | bieg na 400 m ppł                    | złoty medal              | 50,26         |
| 2003 | Bydgoszcz | młodzieżowe mistrzostwa Europy | bieg na 400 m ppł sztafeta 4 × 400 m | srebrny medal            | 49,53 3:03,36 |
| 2005 | Madryt    | halowe mistrzostwa Europy      | sztafeta 4 × 400 m                   | 4. miejsce               | 3:10,14       |

Sukcesy w lekkoatletycznych mistrzostwach Niemiec:
- 5 medali w biegu na 400 m ppł: 3 złote (2003, 2004, 2005), 2 srebrne (2002, 2009)[1]
- 4 medale w sztafecie 4 × 400 m: na stadionie – złoty (2003[2]; w hali – złoty (2003), srebrny (2005), brązowy (2002)[3].

Rekordy życiowe:
- stadion

- bieg na 400 m – 46,97 (3 sierpnia 2003, Leverkusen)
- bieg na 400 m ppł – 49,17 (18 czerwca 2005, Florencja)
- sztafeta 4 × 400 metrów – 3:03,36 (20 lipca 2003, Bydgoszcz)

- hala

- bieg na 400 m – 47,21 (25 lutego 2006, Karlsruhe)
- sztafeta 4 × 400 metrów – 3:10,14 (6 marca 2005, Madryt)